# Galanthella bella
Galanthella bella är en fjärilsart som beskrevs av Bethune-Baker 1913. Galanthella bella ingår i släktet Galanthella och familjen tandspinnare. Inga underarter finns listade i Catalogue of Life.